# Feketić

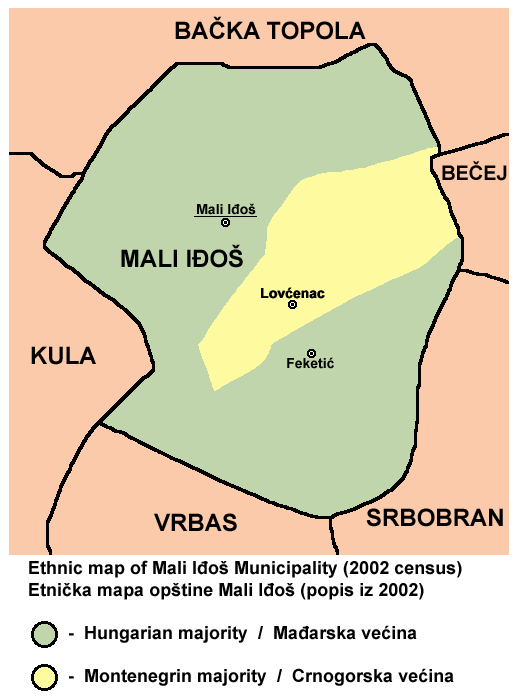
Localización de Feketić.

Feketić (serbio: Фекетић, húngaro: Bácsfeketehegy, alemán: Feketitsch) es un pueblo de Serbia localizado al sur del municipio de Mali Iđoš, en el distrito de Bačka del Norte de la provincia autónoma de Vojvodina.
En 2011 su población era de 3980 habitantes. La mayoría de los habitantes del pueblo son magiares.
Se ubica sobre la carretera 100, unos 5 km al sur de la capital municipal Mali Iđoš.